# Baronissi
Baronissi község (comune) Olaszország Campania régiójában, Salerno megyében.

## Fekvése
Az Irno folyó völgyében fekszik. Határai: Castiglione del Genovesi, Cava de’ Tirreni, Fisciano, Mercato San Severino, Pellezzano és Salerno.

## Története
A vidék már az ókorban lakott volt, erről tanúskodnak a kiásott szamnisz, etruszk és római épületromok valamint sírhelyek. Első írásos említése 982-ből származik, amikor még egymástól független falvak osztoztak a mai község területén, amelyeket a török kalóztámadások elől menekülő salernói lakosok alapítottak. A középkor során nemesi családok birtokolták. 1811-ben lett önálló, amikor Joachim Murat a Nápolyi Királyságban felszámolta a feudalizmust.

## Népessége
A népesség számának alakulása:

## Főbb látnivalói
- a 14. század elején épült SS. Salvatore-templom